# FRIDAY NIGHT
『FRIDAY NIGHT』（フライデー・ナイト）はNONA REEVESのメジャー2作目となるスタジオ・アルバムである。

## 概要
1999年12月10日にWEA Japanより発売された。また、2013年4月24日には、『20世紀のノーナ・リーヴス』と題したリイシュー企画の第1弾として、最新リマスタリングを施され、ボーナストラックを追加したSHM-CD＆紙ジャケット仕様で再リリースされている。

## 収録曲
1. フライデー・ナイトはソウル・オン！ - FRIDAY NIGHT (SOUL ON)
作詞・作曲：西寺郷太
2. ステイ・ウィズ・ミー - STAY WITH ME
作詞・作曲：西寺郷太
3. バッド・ガール - BAD GIRL
作詞：西寺郷太、作曲：西寺郷太・奥田健介
  - 4枚目のシングル。山本拓夫をプロデュースに迎えている。
4. ストップ・ミー - STOP ME
作詞・作曲：西寺郷太
  - 5枚目のシングル。「デイリーヤマザキ」CMソング。
5. アナザー・サマー - ANOTHER SUMMER
作詞・作曲：西寺郷太
  - 4枚目のシングル「BAD GIRL」の2曲目。ブラスアレンジは山本拓夫。
6. セクシー・ボディ - (HE LOVES YOUR) SEXY BODY
作詞・作曲：西寺郷太
7. ミッドナイト・ラヴ - MIDNIGHT LOVE
作詞・作曲：西寺郷太
8. ブルーバードを追いかけて - BLUEBIRD
作詞・作曲：西寺郷太
9. あの娘にガールシック - THE GIRLSICK
作詞・作曲：西寺郷太

### ボーナストラック
※リマスター盤のみ追加収録。

10. オリンピア - OLYMPIA
作詞・作曲：西寺郷太
- 4枚目のシングル「BAD GIRL」の3曲目。

11. セイ・フォーエヴァー - SAY FOREVER
作詞・作曲：西寺郷太
- 5枚目のシングル「STOP ME」の2曲目。ストリングスアレンジは山本拓夫。

12. フリーキー - FREAKY [Live @ Shibuya Club Quattro on Sep. 27, 1999]
作詞：西寺郷太、作曲：西寺郷太・師岡忍
- 5枚目のシングル「STOP ME」の3曲目。『SIDECAR』に収録されている「FREAKY」のライヴ音源。

13. ナンバーナイン・オブ・マイ・ライフ - YOU ARE THE 'NO.NINE' OF MY LIFE [Live @ Shibuya Club Quattro on Sep. 27, 1999]
作詞・作曲：西寺郷太
- 『SIDECAR』に収録されている「YOU ARE THE 'NO.NINE' OF MY LIFE」のライヴ音源。

14. ゴルフ - GOLF [Live @ Shibuya Club Quattro on Sep. 27, 1999]
作詞・作曲：西寺郷太
- 『GOLF EP』に収録されている「GOLF」のライヴ音源。

15. アニメーション・ワン - ANIMATION #1 [Live @ Shibuya Club Quattro on Sep. 27, 1999]
作詞・作曲：西寺郷太
- 『ANIMATION』に収録されている「ANIMATION #1」のライヴ音源。

16. カリブに片想い - CALIB [Live @ Shibuya Club Quattro on Sep. 27, 1999]
作詞・作曲：西寺郷太
- 『ANIMATION』に収録されている「CALIB」のライヴ音源。

17. エム・ティー・アール - MTR [Live @ Shibuya Club Quattro on Sep. 27, 1999]
作詞・作曲：西寺郷太
- 『ANIMATION』に収録されている「MTR」のライヴ音源。

18. サーファー・ボーイ - SURFER BOY (1957) [Live @ Shibuya Club Quattro on Sep. 27, 1999]
作詞・作曲：西寺郷太
- 『ANIMATION』に収録されている「SURFER BOY (1957)」のライヴ音源。

19. ストップ・ミー - STOP ME [Live @ Akasaka Blitz on Mar. 31, 2000]
作詞・作曲：西寺郷太
- 7枚目のシングル「DJ! DJ! 〜とどかぬ想い〜」の3曲目。本アルバムに収録されている「STOP ME」のライヴ音源。

20. セイ・フォーエヴァー・ストリングス - SAY FOREVER STRINGS
作詞・作曲：西寺郷太
- 本アルバム11曲目の「SAY FOREVER」からストリングスのトラックのみを抜き出したもの。